# Сивороги (Львовская область)
Сивороги (укр. Сивороги) — село в Перемышлянской городской общине Львовского района Львовской области Украины.
Население по переписи 2001 года составляло 125 человек. Занимает площадь 1,41 км². Почтовый индекс — 81215. Телефонный код — 3263.